# Sándor Németh
Sándor Németh   (Sümeg, 8 d'agost de 1925 - Budapest, 7 de desembre de 1993) fou una nedador hongarès que va competir durant la dècada de 1940.
En el seu palmarès destaca una medalla de bronze en la prova dels 200 metres braça del Campionat d'Europa de 1947, rere Roy Romain i Anton Cerer. L'any següent, als Jocs Olímpics d'Estiu de Londres, quedà eliminat en sèries en la cursa dels 200 metres braça del programa de natació.